# Shining (film)
Pour les articles homonymes, voir Shining.
Série
Doctor Sleep
(2019)
Pour plus de détails, voir Fiche technique et Distribution.
Shining ([ ʃaɪnɪŋ] ) (The Shining), ou Shining : L'Enfant lumière au Québec,, est un film d'horreur psychologique américano-britannique de Stanley Kubrick, sorti en 1980.
Onzième long métrage de Kubrick, le film est adapté du roman Shining, l'enfant lumière (1977) de l'écrivain américain Stephen King et met en vedette les acteurs Jack Nicholson, Shelley Duvall et Danny Lloyd dans les rôles principaux.
Le film met en scène Jack Torrance, un écrivain alcoolique et en panne d'inspiration, engagé pendant tout l'hiver comme gardien d'un grand hôtel isolé du Colorado, l'« Hôtel Overlook », où il espère surmonter enfin son manque d'inspiration littéraire. Il s'y installe avec son épouse Wendy et leur jeune fils Danny, lequel possède un don surnaturel de médium. Alors que les semaines passent, Jack piétine dans l'écriture de son livre et tape à la machine des formules brèves, délirantes et répétitives. Son fils Danny est de plus en plus hanté par des visions terrifiantes de meurtres qui se sont déroulés à l'hôtel il y a de cela des décennies. Enfin, sa femme Wendy bascule peu à peu dans la terreur face à la dégradation de la santé mentale de son mari Jack, ayant découvert la nature de ses écrits. Influencé par des visions d'anciens personnages de l'hôtel, il est progressivement pris d'une folie meurtrière et s'en prend à sa propre famille.
Stephen King affirma à la fois adorer et détester l'adaptation de son roman faite par Kubrick (associé à la romancière Diane Johnson), le scénario du film trahissant, selon lui, l'esprit de son livre et les thèmes majeurs qu'il y aborde (tels que la désintégration de la famille, la folie et l'alcoolisme).
Aujourd'hui considéré comme un classique du cinéma d'horreur, Shining s'inscrit dans la lignée des films Rosemary's Baby (1968) ou L'Exorciste (1973), intégrant trois des concepts du genre : la maison isolée et hantée, un personnage central prêt à exterminer toute sa famille et les perceptions extrasensorielles (événements présents, passés et futurs ; télépathie), c'est-à-dire le shining.

## Synopsis
Une Coccinelle jaune monte une route des montagnes Rocheuses sinueuse et déserte. La voiture pénètre dans un tunnel, lorsqu'elle atteint le sommet, un immense hôtel apparaît, isolé dans la montagne.

### L'entretien
Jack Torrance (Jack Nicholson), ex-professeur qui se voudrait écrivain, est reçu par Stuart Ullman (Barry Nelson), le directeur de l'hôtel Overlook pour une description du poste de gardien de l'hôtel, un palace isolé dans les montagnes Rocheuses du Colorado, fermé et coupé du reste du monde durant l'hiver. Le directeur attire l'attention de Jack sur l'isolement du site et l'informe que le précédent gardien, Charles Grady, a sombré dans la folie pour cette raison et a massacré sa femme et ses deux filles jumelles avec une hache avant de se suicider avec une arme à feu. Jack accepte malgré tout le poste, qui consiste à entretenir l'hôtel durant l'hiver : il profitera de la solitude du lieu pour y écrire enfin son livre. Au même moment, son fils Danny (Danny Lloyd) a des visions sanglantes qui l'avertissent d'un danger.

### Le jour de fermeture
Le jour de la fermeture de l'hôtel Overlook le directeur fait visiter le lieu au couple Torrance. Un labyrinthe végétal jouxte l'édifice. Durant la visite les fantômes des jumelles Grady apparaissent à Danny dans la salle de jeux. L'enfant fait également la connaissance du cuisinier de l'établissement, Dick Halloran (Scatman Crothers), qui communique avec lui par un même don de télépathie qu'il nomme le « shining ». Dans la même conversation il lui interdit de s'approcher de la chambre no 237, sans toutefois lui donner d'autres explications : « Rien du tout. Il n'y a rien du tout dans la chambre 237. ».

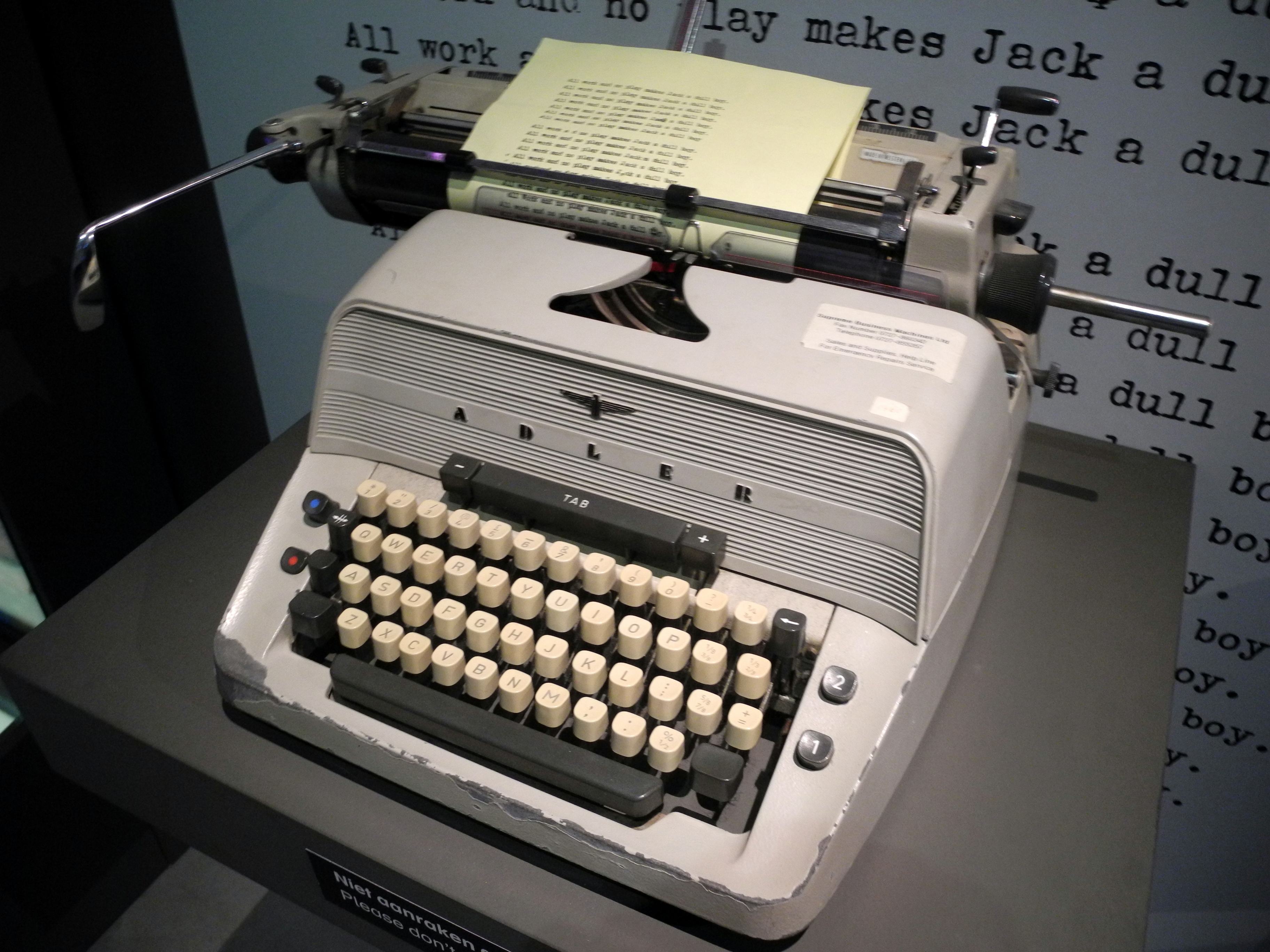
La machine à écrire utilisée par Jack dans le film.

L'hôtel se vide de ses occupants habituels et clients, et bientôt les trois protagonistes se retrouvent seuls. Jack semble s'être mis à la frappe de son manuscrit et passe du temps libre dans le Colorado Lounge à jeter une balle contre un mur.
Une tempête de neige se déclare, et Winifred « Wendy » (Shelley Duvall), par l'intermédiaire d'une conversation radio, apprend que les lignes téléphoniques sont coupées à cause de la tempête, et que la radio devient alors le seul moyen de communiquer avec l'extérieur.
Danny, quant à lui, passe son temps à parcourir les couloirs de l'hôtel sur son tricycle. Un jour, il fait une halte devant la porte de la chambre 237 et tente d'y entrer, mais la porte est fermée. Il voit d'ailleurs les jumelles Grady dans un flash, et prend peur. Un autre jour, toujours dans les couloirs de l'hôtel, il rencontre de nouveau les fantômes des jumelles Grady qui l'invitent à jouer avec elles « à jamais ». Mais la vision fugitive des corps des jumelles massacrées terrifie le garçon.
Jack, au détour d'une conversation inopinée avec Danny, montre les premiers signes d'un dérangement mental : celui-ci répétant en effet la même fin de phrase que celle des jumelles Grady : « Je voudrais que nous restions ici à jamais, à jamais... »
Quelques jours après, alors que Danny joue avec des voitures miniatures dans le couloir, une balle roule à ses pieds : le couloir est pourtant vide. Mais, à quelques mètres, la porte de la chambre 237 est entrouverte ; Danny y entre. Pendant ce temps, Jack, endormi dans son fauteuil, fait un cauchemar dans lequel il massacre toute sa famille. Ses cris alertent Wendy, qui accourt. Alors qu'elle tente de le calmer et qu'il lui raconte son rêve, Danny apparaît dans l'embrasure de la porte, il a des marques de strangulation sur son cou. Wendy, remarque ces traces, accuse Jack de les avoir commises et sort de la pièce avec son fils dans ses bras, en proie à la panique.

### L'Overlook est maléfique
Furieux, Jack déambule dans les couloirs de l'hôtel et entre finalement dans la salle de bal : la Gold Room, s'arrêtant devant le bar vide dont les miroirs reflètent son image. Fermant les yeux puis les rouvrant, Jack voit alors les étagères du bar maintenant couvertes de bouteilles, tandis que lui fait face un barman que Jack semble connaître car il l'appelle par son prénom, Lloyd.
Dégustant un bourbon, Jack avoue à Lloyd qu'il a démis l'épaule de Danny trois ans auparavant (par accident, selon lui), mais affirme qu'il n'a depuis lors plus jamais fait de mal à son fils. La scène est interrompue par l'arrivée de Wendy dans une Gold Room de nouveau vide, elle annonce à Jack qu'il y a quelqu'un dans l'hôtel censé être désert, une femme qui a agressé Danny dans la chambre 237. Jack se rend dans la chambre. Dans la salle de bain, il y découvre une jeune femme nue dans la baignoire, qui l'invite à approcher. Mais, alors qu'ils s'embrassent, la jeune femme revêt l'aspect d'un cadavre en décomposition ; Jack prend la fuite, apeuré. À son retour il raconte à Wendy qu'il n'a rien trouvé, mais devant l'insistance et les propositions de son épouse (en l'occurrence, quitter l'hôtel et emmener Danny voir un médecin), il s'énerve contre elle et sort de l'appartement en claquant la porte, laissant Wendy craquer mentalement face à tous ces événements.
À des centaines de kilomètres de l'hôtel, le cuisinier Halloran a une vision de la famille Torrance, envoyée par Danny. Il tente d'appeler plusieurs fois l'hôtel, lui-même ou par l'intermédiaire d'un garde forestier, mais sans résultat. Inquiet, Halloran prend l'avion pour se rendre sur place.
Fulminant de colère, Jack retourne à la Gold Room, la salle étant alors remplie d'invités en tenue de soirée, dans un style vestimentaire rappelant celui des années 1920-30. Peu après Jack est légèrement et accidentellement bousculé par un serveur, qui s'avère être Delbert Grady. Jack lui demande logiquement s'il est l'ex-gardien de l'hôtel, ce qu'il réfute. Puis il lui recommande d'être vigilant, car son fils « s'évertue à faire venir quelqu'un de l'extérieur ». Grady conseille enfin à Jack de mieux tenir sa famille, voire de la corriger, comme lui-même l'avait fait avec sa propre famille. Jack se laisse manipuler et sabote la radio et la chenillette de l'hôtel, le seul véhicule reliant la famille au monde extérieur.
Tout bascule lorsque Wendy découvre les pages du « roman » de son mari, qui sont entièrement remplies d'une seule et même phrase : « All work and no play makes Jack a dull boy », que Jack a tapée sur des centaines de pages sans discontinuer. Jack s'enfonce alors dans une psychose meurtrière. Il tente une première fois de tuer sa femme, qui dans un geste de défense l'assomme avec sa batte de baseball, Jack se blesse en tombant dans l'escalier. Wendy le traîne jusqu'à la cuisine et l'enferme dans la réserve alimentaire de l'hôtel, alors que Jack commence à reprendre ses esprits. Au terme d'une courte discussion avec son mari celui-ci lui révèle qu'il a saboté toutes les échappatoires : radio et chenillette, ce que Wendy, paniquée, va effectivement constater.
Peu après, Jack est libéré par Grady au terme d'une nouvelle conversation avec celui-ci, dans laquelle Jack lui confirme sa volonté d'éliminer sa femme et son fils. La confrontation finale entre Jack et Wendy arrive peu après, alors que Danny prévient sa mère en écrivant le mot REDRUM sur la porte de la salle de bain, et en le répétant jusqu'à ce qu'elle se réveille en sursaut et découvre la vraie signification du mot dans un miroir : MURDER. Jack, boitant après sa chute dans l'escalier, fracasse avec une hache plusieurs portes de l'appartement. Jack parvient, sous les yeux de Wendy hurlant de terreur, à détruire une partie de la porte de la salle de bain où elle s'est réfugiée avec Danny, s'apprêtant à ouvrir la porte. Mais Wendy le blesse à la main avec un couteau, l'obligeant à battre en retraite.
Dans le même temps, le cuisinier Halloran, inquiet à cause de ses visions et ses contacts télépathiques avec Danny, arrive à l'hôtel dans une chenillette. Mais Jack, qui a entendu son arrivée, se détourne provisoirement de sa famille et part à la rencontre du nouvel arrivant, armé de sa hache et en embuscade. Il se rue ensuite sur Halloran par surprise et le tue. Wendy s'échappe après avoir   parcouru l'hôtel à la recherche de Danny, qu'elle avait fait sortir par la fenêtre juste avant la scène de la hache. Celui-ci s'était caché dans la cuisine, mais en voyant par télépathie la mort violente d'Halloran il hurle à son tour et sort de sa cachette, apparaissant à Jack qui, boitant et courant avec difficulté, le poursuit alors en dehors de l'hôtel.

### Le labyrinthe
Poursuivi par son père, Danny part se réfugier dans le labyrinthe en face de l'hôtel. Par ruse, il retourne en arrière en marchant dans ses propres empreintes de pieds dans la neige et réussit à semer son père, qui se perd dans le labyrinthe tandis que Danny, trouve la sortie en remontant ses pas après avoir sauté de côté pour couper sa trace. Il retrouve sa mère à la sortie, et tous deux s'enfuient de l'hôtel grâce à la chenillette d'Halloran. Jack, quant à lui, meurt de froid. Le lendemain matin, son corps est gelé.
Une photographie en noir et blanc accrochée à l'un des murs de l'hôtel. On y voit Jack en tenue de soirée des années 1920 au milieu d'une assemblée de convives. Le cliché porte la légende : « Overlook Hotel, July 4th Ball, 1921 », ce qui relance l'hypothèse de l'hôtel en proie à des phénomènes paranormaux.

## Fiche technique
- Titre original : The Shining
- Titre français : Shining
- Titre québécois : Shining : L'Enfant lumière[2],[3]
- Réalisation : Stanley Kubrick, assisté de Brian W. Cook
- Scénario : Stanley Kubrick et Diane Johnson, d'après le roman Shining, l'enfant lumière de Stephen King
- Musique : Wendy Carlos, d'après la Symphonie fantastique d'Hector Berlioz ; Rachel Elkind, György Ligeti, Béla Bartók, Krzysztof Penderecki
- Direction de la photographie : John Alcott
- Opérateur Steadicam : Garett Brown
- Décors : Roy Walker
- Costumes : Milena Canonero
- Montage : Ray Lovejoy
- Maquillage : Tom Smith
- Production : Stanley Kubrick
- Production exécutive : Jan Harlan
- Budget : 19 millions de USD (estimation)
- Principal lieu de tournage[5]: Studios d'Elstree, Hertfordshire (Royaume-Uni)
- Genre : horreur, thriller
- Pays de production :  États-Unis,  Royaume-Uni
- Langue originale : anglais
- Format : couleur — 35 mm — 1.85:1 — son monophonique
- Durée :
  - Version européenne : 119 minutes
  - Version longue Blu-ray et Blu-ray 4K : 144 minutes
  - Version américaine : 146 minutes
- Dates de sortie :
  - États-Unis : 23 mai 1980
  - France : 16 octobre 1980[6]
- Classification :
  - États-Unis : Film R (Restricted)[note 6]
  - France : Interdit aux moins de 12 ans[note 7]
  - Canada : Interdit aux moins de 16 ans
- Affiches : Saul Bass (États-Unis)

## Distribution

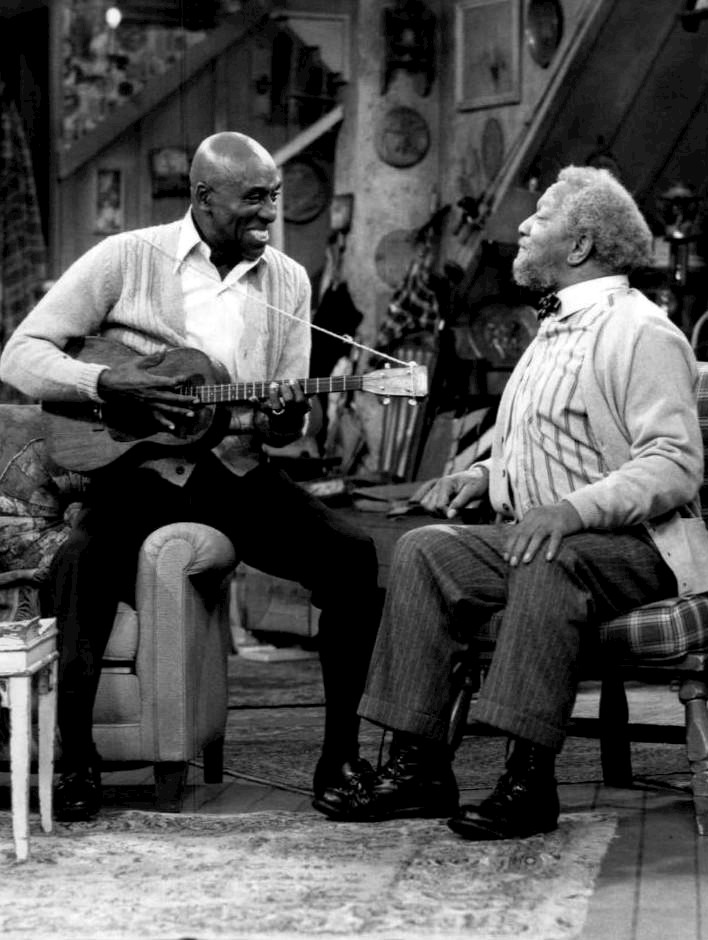
L'acteur Scatman Crothers (à gauche) avec Redd Foxx en 1975.

- Jack Nicholson (VF : Jean-Louis Trintignant) : Jack Torrance, ex-professeur
- Shelley Duvall (VF : Évelyne Buyle) : Winifred « Wendy » Torrance
- Danny Lloyd (VF : Jackie Berger) : Danny Torrance
- Scatman Crothers (VF : Med Hondo) : Dick Hallorann
- Barry Nelson (VF : Michel Aumont) : Stuart Ullman, directeur de l'Overlook
- Philip Stone (VF : Jacques François) : Delbert Grady
- Joe Turkel (VF : Georges Riquier) : Lloyd
- David Baxt (VF : Jean Roche) : un garde forestier
- Manning Redwood (VF : René Arrieu) : un garde forestier
- Anne Jackson (VF : Nadine Alari) : la docteure (version longue)
- Tony Burton (VF : Tola Koukoui) : Larry Durkin (version longue)
- Barry Dennen : Paul Watson[note 8]
- Lia Beldam : la jeune femme nue dans la baignoire de la chambre 237
- Billie Gibson : la monstrueuse vieille femme nue dans la baignoire de la chambre 237
- Lisa Burns et Louise Burns : les jumelles Grady
- Norman Gay (VF : Jean-Henri Chambois) : l'invité avec la tête en sang
- Glenn Rinker (VF : Michel Barbey) : le présentateur du « Journal de nuit »
- Brian Towns : l'homme en smoking, dans la chambre avec la personne en costume d'ours
- Eddie O'Dea : l'homme en costume d'ours
Version française[7],[8]
  - Studio de doublage : Lingua Synchrone
  - Direction artistique : Richard Heinz et Michel Deville (supervision créative)
  - Adaptation des dialogues : Isabelle Kloutckowski

## Production

### Inspiration et scénario
Stanley Kubrick veut réaliser un film d'horreur où le diable n'est pas en cause. La référence pour le genre est, à l'époque, L'Exorciste, énorme succès de 1973. Dans un premier temps, il s'intéresse à un roman de Diane Johnson, The Shadow Knows (1975). C'est alors que la Warner Bros, à l'aide de John Calley, lui fait parvenir, avant sa parution, un manuscrit intitulé « The Shining ». Il s'agit du dernier roman du « maître moderne de l'horreur » Stephen King, publié en 1977.
Après le relatif échec commercial de son long-métrage Barry Lyndon, l'adaptation d'un auteur à succès est moins risquée financièrement pour Kubrick et répond aux exigences du box-office. Le choix final se porte sur le livre de Stephen King. Pourtant, c'est Diane Johnson qui va cosigner le scénario avec Kubrick, avec un travail d'adaptation s'étalant sur plus de onze semaines.
À deux, ils vont modifier profondément le livre ; le scénario sera un savant mélange de la psychanalyse (relation père, fils, mère), la schizophrénie (thème de prédilection de Kubrick), le roman gothique (spécialité de Diane Johnson) avec le sentimental, le macabre et les personnages victimes du passé) et enfin de l'intrigue du livre de Stephen King avec ses phénomènes surnaturels (sujet de base du roman de Stephen King, le fond du roman étant ailleurs).

#### L'avis de Stephen King

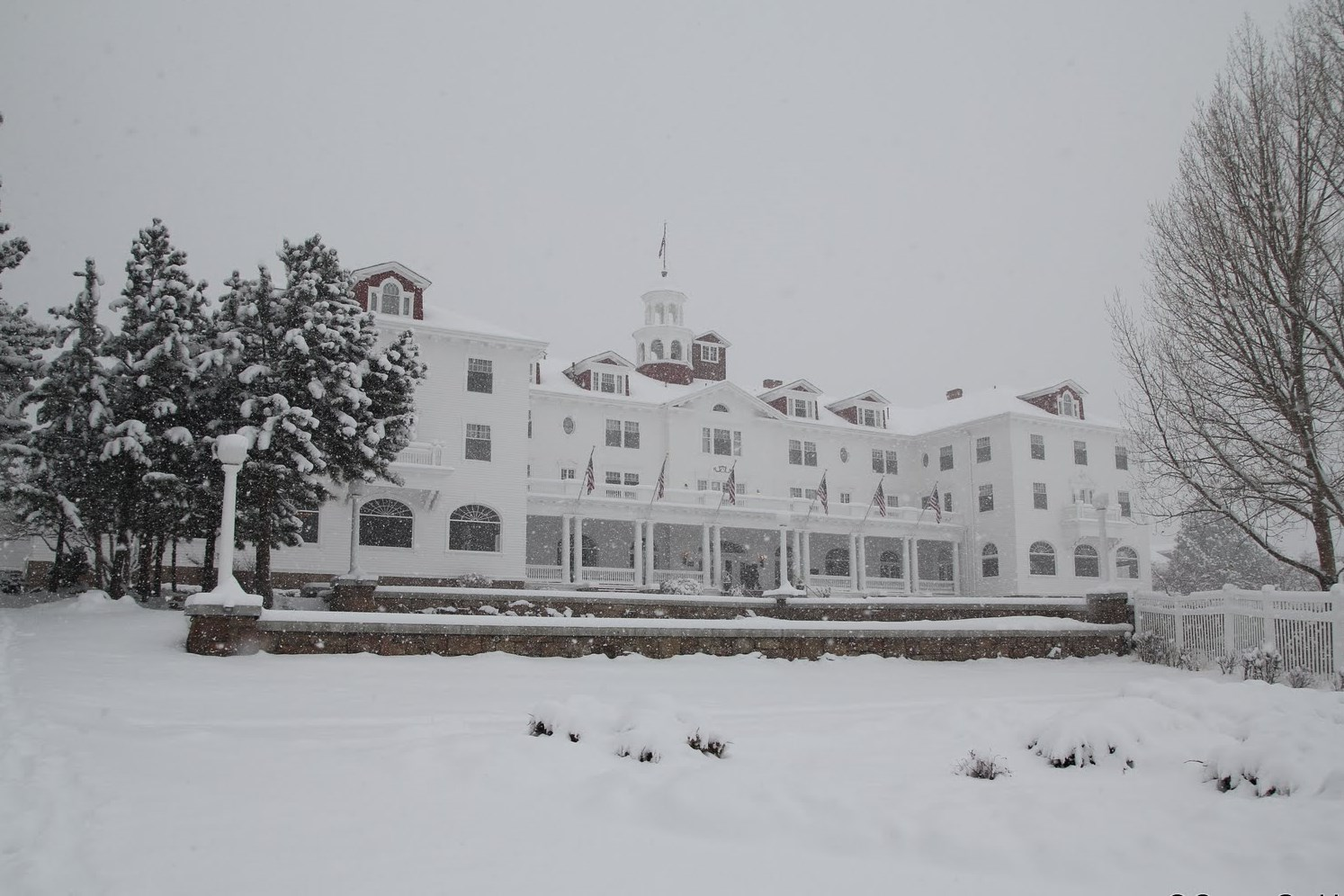
Le Stanley Hotel à Estes Park dans le Colorado, lieu qui, à la suite d'un séjour sur place, va inspirer Stephen King pour le roman d'horreur Shining, l'enfant lumière (1977).

Le spectateur Stephen King trouve le film excellent, mais le romancier est extrêmement mécontent : le scénario trahit l'esprit du livre. Le livre est chaud, alors que le film est froid ; le livre se termine dans le feu, le film dans la glace. Dans le livre, Jack Torrance, en voulant devenir bon, glisse peu à peu vers la folie ; dans le film, Jack est fou dès les premières scènes. Stephen King refuse donc d'apparaître au générique final du film, car pour lui le thème le plus important du livre est qu'un bon père peut se transformer en un monstre par l'abus d'alcool (plus tard il dira même que le livre est en partie autobiographique).
C'est pourquoi il co-produira et scénarisera en 1997 une seconde adaptation pour la télévision intitulée Shining (diffusé en France sous le titre Shining : Les Couloirs de la peur) sous la forme d'un téléfilm en trois parties de 87 minutes. Paradoxalement, King a eu besoin de l'autorisation de Stanley Kubrick, qui lui a en échange demandé d'arrêter de faire des commentaires publics sur son film. L'écrivain, déçu par la décision du réalisateur de s'inspirer des intérieurs d'un autre hôtel, tient même à filmer l'intégralité de la série au Stanley Hotel, d'architecture géorgienne coloniale et inauguré en 1909. C'est dans la chambre 217 de cet hôtel qu'il avait fait un cauchemar dans lequel il voyait son fils poursuivi par une lance à incendie, vision qui l'inspira pour l'écriture du livre.

#### L'avis de Stanley Kubrick
« Shining est un film optimiste. C'est une histoire de fantômes. Tout ce qu'il dit, c'est qu'il y a une vie après la mort, c'est optimiste. »

### Attribution des rôles
Après le film Vol au-dessus d'un nid de coucou (1975), Jack Nicholson s'impose comme la figure incontournable de la démence. En 1980, Nicholson est un des acteurs les mieux payés d'Hollywood. Pour Kubrick, l'acteur est de toute évidence le meilleur interprète qu'on puisse imaginer pour le rôle. Kubrick dira : « Nicholson est sans doute le plus grand comédien d'Hollywood aujourd'hui, l'égal des plus grands acteurs de composition du passé, comme Spencer Tracy et James Cagney. » Pour Shining, sa performance sera à la hauteur des exigences du réalisateur : un mélange de folie débridée et d'extrême contrôle. Sourcils, grimaces, rictus, il joue à fond de tous ses moyens, de tous ses tics. Assurément l'un de ses plus grands rôles et la preuve qu'il est l'un des plus brillants acteurs de sa génération avec Robert De Niro ou Dustin Hoffman.
Une rumeur veut que la production ait au départ proposé Robin Williams (qui commençait tout juste à se faire connaître) dans le rôle principal, que Kubrick aurait refusé car il l'aurait trouvé trop "psychotique". Or, elle est démentie par Lee Unkrich, auteur d'un livre sur le film. Unrich parle notamment du fait que le réalisateur voulait un acteur connu du grand public pour le rôle, et qu'il n'aurait jamais envisagé d'engager un inconnu. Par ailleurs, Robin Williams était trop jeune pour jouer le rôle, puisqu'il avait 27 ans, alors que Nicholson en avait 42 à la fin du tournage. Enfin, il n'avait tout simplement aucune chance face à Jack Nicholson, puisque cela faisait alors plusieurs années que lui et Kubrick voulaient travailler ensemble, plus précisément à partir du biopic avorté sur Napoléon.
Kubrick a vu tous les films de Shelley Duvall. Bien que, dans son roman, Stephen King décrive Wendy comme une femme séduisante et sûre d'elle, Kubrick choisit tout son opposé avec Shelley Duvall. Sa simplicité de jeune ménagère marque son visage et sa coiffure comme ses réactions et, selon Kubrick, seule une femme comme elle pouvait rester avec Jack pour la vie. Le tournage de près d'un an est particulièrement difficile pour Shelley Duvall. Alors que Kubrick laisse une certaine latitude dans l'interprétation à Jack Nicholson, Shelley Duvall doit répéter de 40 à 50 fois la même scène. Plus tard Shelley Duvall dira : « Ce fut une expérience formidable, mais si cela était à refaire, je n'accepterais pas le rôle… ».
Kubrick demande à Leon Vitali, acteur dans le film Barry Lyndon, de parcourir les États-Unis avec une caméra vidéo à la recherche d'un jeune garçon pour l'interprétation de Danny. De retour au Royaume-Uni, il va visionner avec le réalisateur cinq mille figurants. Danny Lloyd, alors âgé de six ans, est retenu. Pendant tout le tournage du film, Kubrick ne révéla jamais à Danny qu'il s'agissait d'un film d'horreur, pour que le jeune acteur (encore âgé de 6 ans à l'époque) ne soit pas déstabilisé par l'horrible scénario. Danny ne découvrit la teneur du film que lorsqu'il le visionna pour la première fois, à l'âge de dix ou onze ans.

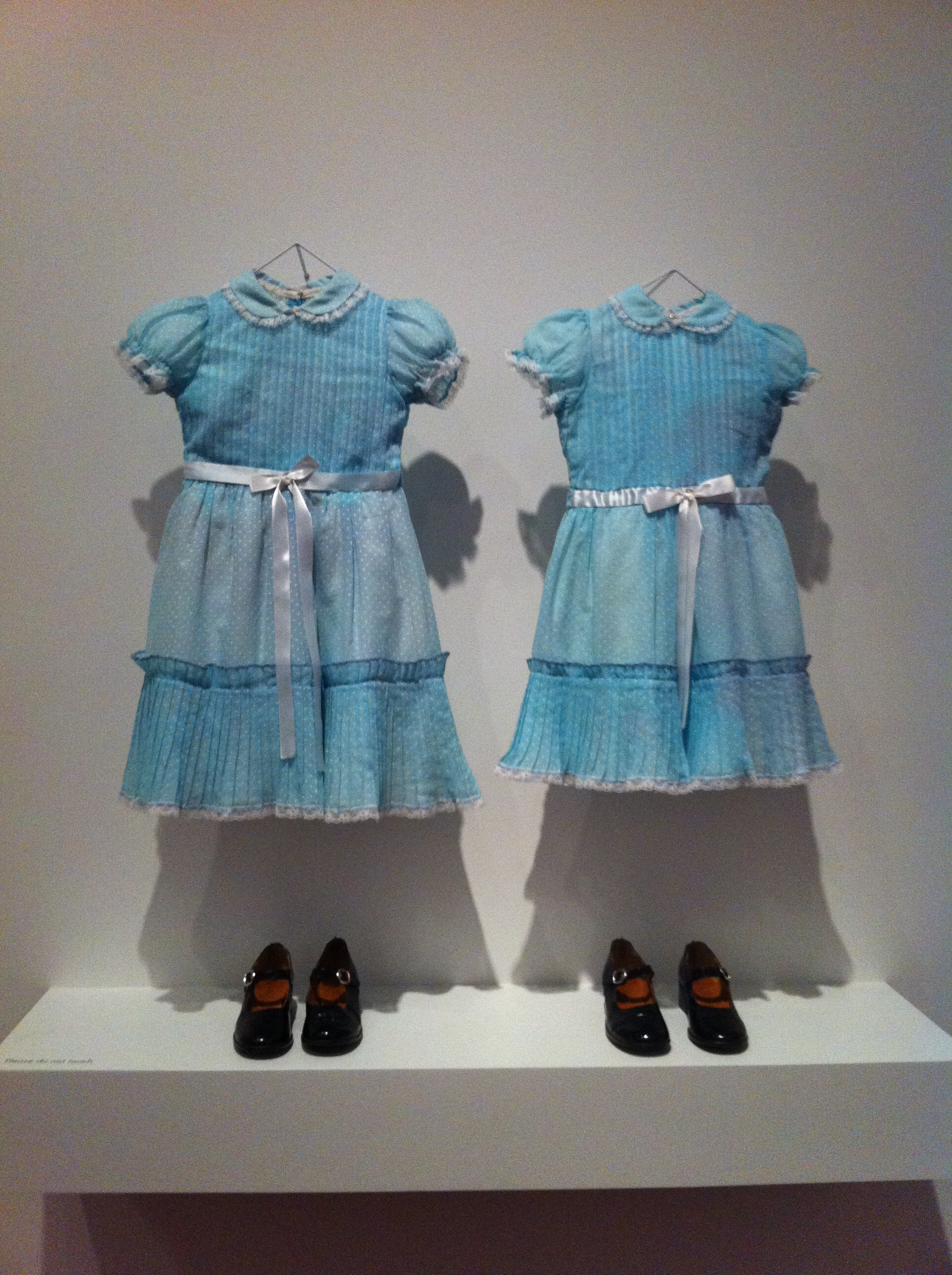
Les costumes des jumelles Grady dans le film.

Lisa et Louise Burns, dans le rôle des jumelles Grady, sont caractérisées par une petite robe bleue, barrette dans les cheveux, peau diaphane, regard oppressant. Cependant, bien qu'il soit souvent dit que Kubrick se serait inspiré de la photographie Identical Twins (1967) de Diane Arbus, où l'on voit deux fillettes vêtues de la même manière, robe en velours à large col blanc, fixant le spectateur dans les yeux et souriant légèrement, Christiane Kubrick, sa femme, réfutera cette information, tout en précisant que Arbus et Kubrick se sont déjà rencontrés.

### Tournage
Le tournage débute le 1er mai 1978 et finit en avril 1979. Plus que tout autre film, Shining va consolider la réputation de « mégalomane perfectionniste » du réalisateur. Kubrick rôde dans les immenses studios de l'Estree, la barbe et les cheveux longs, les yeux cernés, tout comme son héros Jack Torrance qui erre sans inspiration dans l'hôtel Overlook.

#### Lieux de tournage

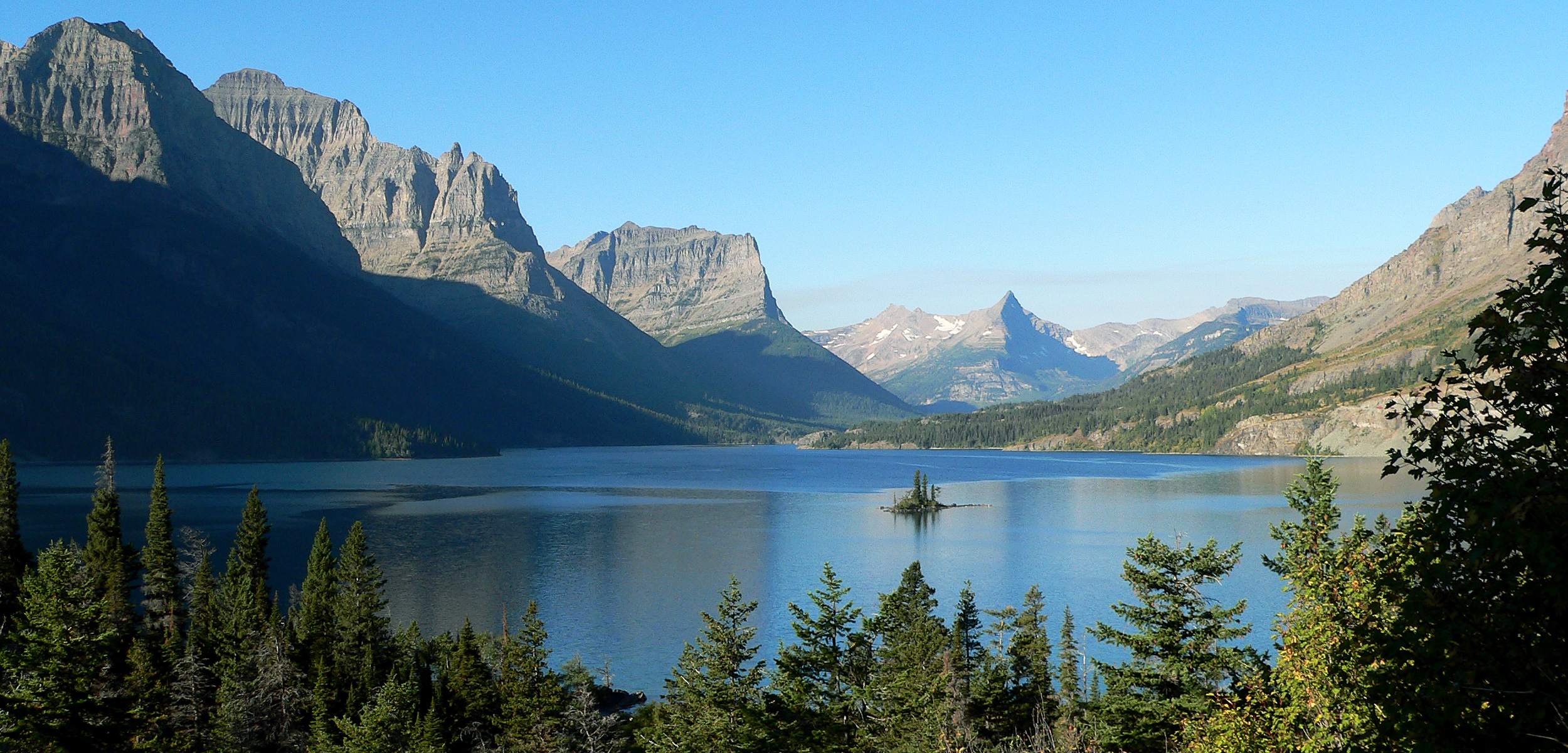
Le St. Mary Lake avec en son centre la Wild Goose Island, vu lors de la scène d'ouverture de Shining.

Une idée reçue veut que l'Ahwahnee Hotel aie servi de décor pour toutes les scènes d'intérieur. En réalité, ces dernières, de même que le labyrinthe, ont en réalité été tournées aux studios d'Elstree au nord de Londres, dans des décors reproduits à l'identique. Les scènes en extérieur se passent quant à elle en studio et devant la vraie façade principale du Timberline Lodge, où une deuxième unité a fait quelques plans. Cette deuxième unité est également allée filmer à Bretton Woods dans le New Hampshire, au parc national de Glacier dans le Montana ainsi que dans l'État du Colorado pour la scène d'ouverture.
À l'instar de son précédent film 2001, l'Odyssée de l'espace, Kubrick considère les décors comme un personnage à part entière dont le rôle est d'atténuer l'importance de l'être humain prisonnier de son destin et de ses pulsions. Pour ce faire, il y porte une attention particulière, si bien qu'il y consacre une grande partie du budget : 19 millions de dollars,.
Les immenses tas de neige des scènes en extérieur, autour de l'hôtel, étaient constitués de petites billes de polystyrène, aussi utilisées pour les chutes de neige , du sel étant utilisé pour les plans serrés.

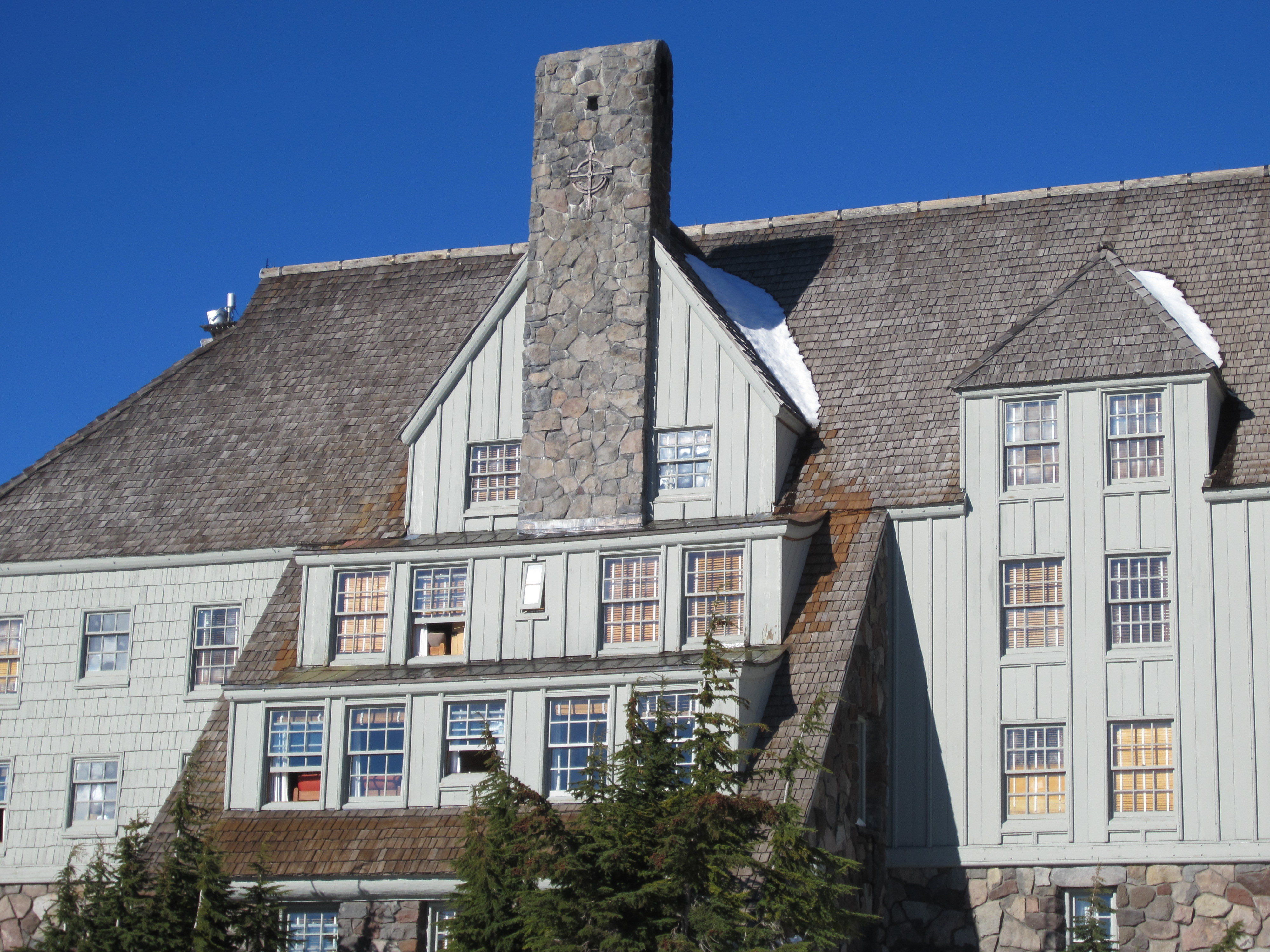
Le Timberline Lodge dans l'Oregon a servi pour les extérieur de l'hôtel Overlook.
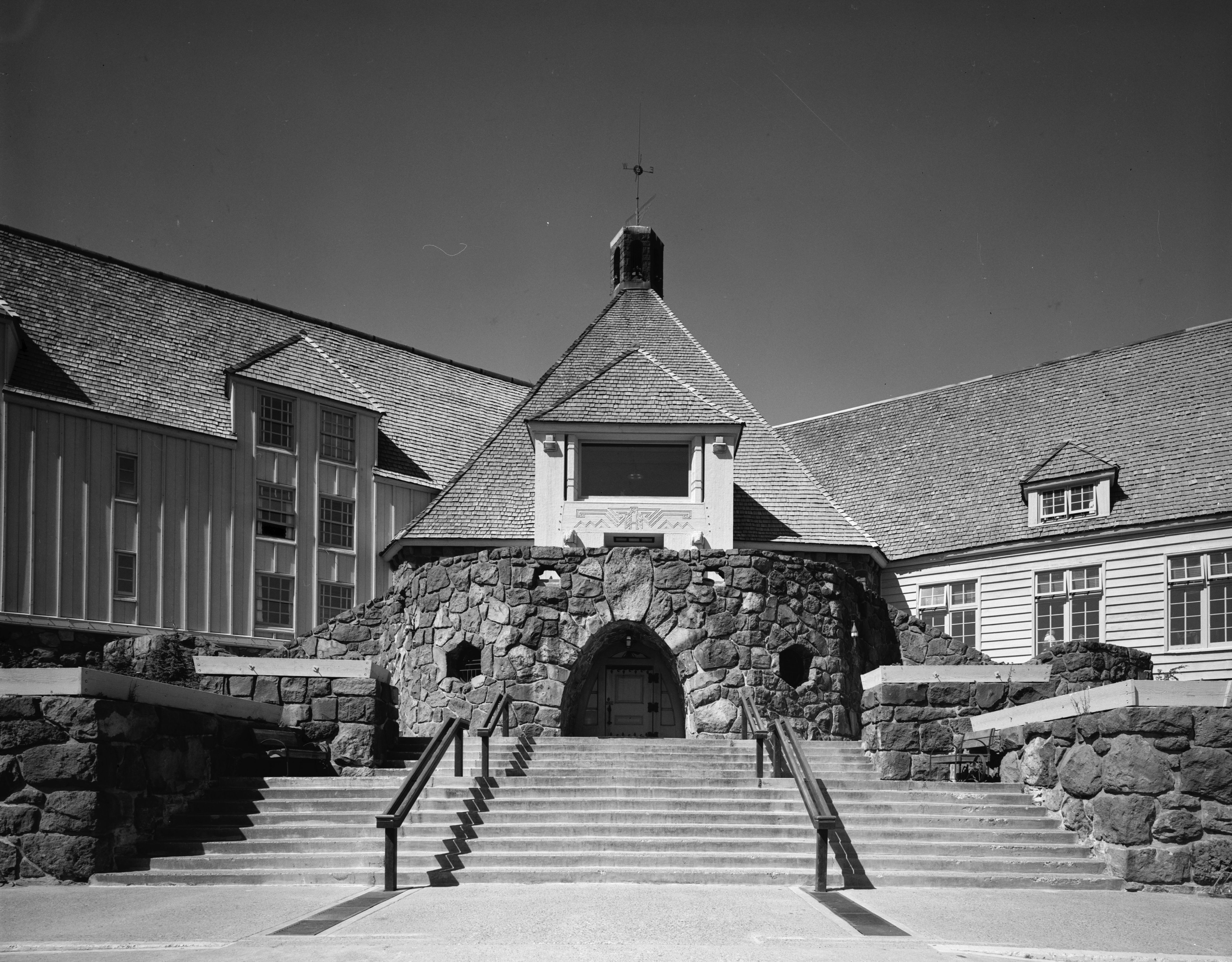
Le Timberline Lodge sur les flancs du Mont Hood, près de Portland (Oregon).
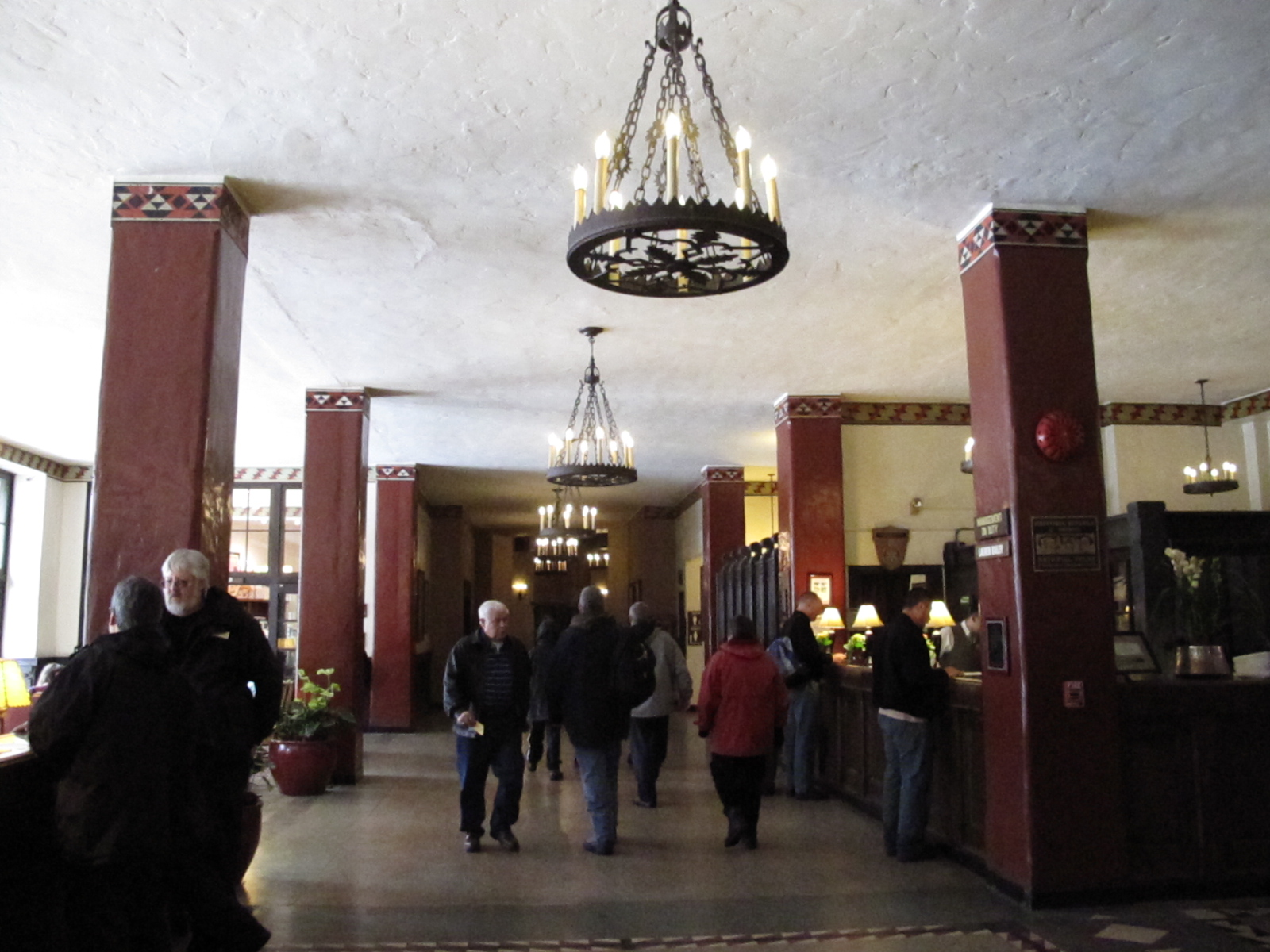
Le hall et le salon de l'hôtel Overlook ont été inspirés de l'Ahwahnee Hotel et créés aux studios d'Elstree.
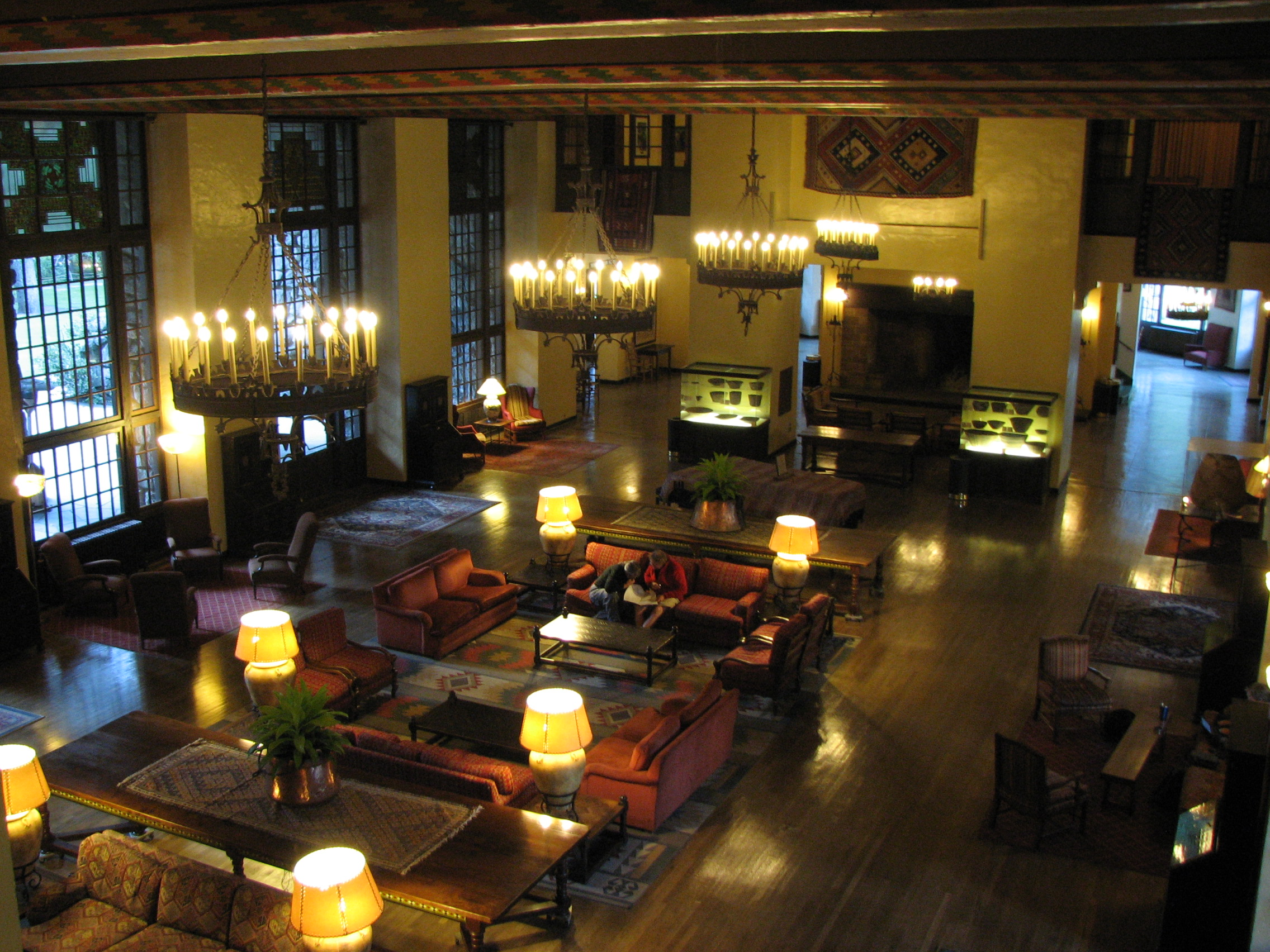
L'hôtel Ahwahnee dans le parc national de Yosemite, en Californie.

#### Steadicam

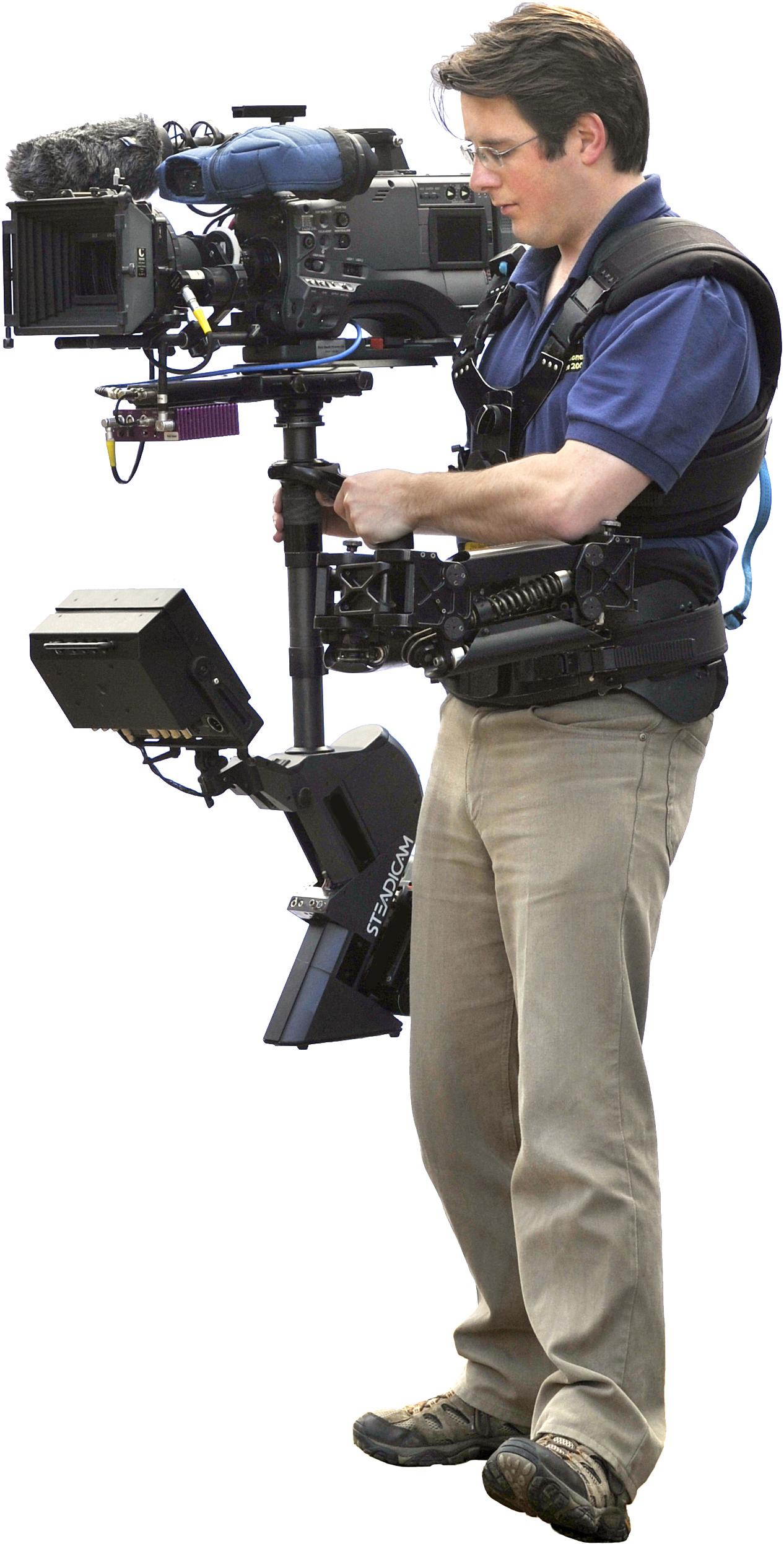
Un opérateur de Steadicam.

Pour ce film, Stanley Kubrick voulait des mouvements de caméras en continu, fluides et pouvant quelquefois même raser les murs ou coller au plus près du sol, notamment pour les scènes complexes (la bagarre dans l'escalier, la marche dans le labyrinthe ou le parcours rapide des étages de l'hôtel en tricycle par Danny).
Pour ce faire, l'opérateur Garrett Brown manipulera des caméras ArriFlex 35 mm avec optiques Zeiss montées sur Steadicam, un système stabilisateur de prise de vues portatif, fixé via un harnais muni de contrepoids. Ce système avait déjà été utilisé lors de travelling sur les films Rocky et Marathon Man (1976), la Steadicam utilisée ici étant une version améliorée.

## Musique
Après Barry Lyndon qui a reçu l'oscar de la meilleure musique de film aux Oscars 1976, Kubrick apporte un soin particulier à la bande son de Shining. Au départ, les musiques originales devaient être composées par Rachel Elkind et Wendy Carlos, cette dernière ayant déjà collaboré 8 ans avec le réalisateur pour la musique d'Orange mécanique. Cependant, une grande partie des compositions de Wendy Carlos seront rejetées. Pour les remplacer, et comme pour 2001, l'Odyssée de l'espace, Kubrick va alors abondamment utiliser la musique classique. Pour certaines scènes de Shining, il utilisera également le foxtrot inventé au début des années folles.
Bien que le répertoire aie été sélectionné par Kubrick, l'ajout des passages musicaux dans le film a été laissé presque entièrement au monteur Gordon Stainforth, dont le travail sur ce film est connu pour son attention aux petits détails et pour sa synchronisation remarquablement précise entre images et musiques,.

### Musiques préexistantes
- György Ligeti : Lontano pour orchestre (Danny voit une première fois les jumelles dans la salle de jeu, Dick parle à Danny par télépathie dans la chambre froide, Danny et Wendy jouent dans la neige avec Jack qui les observe depuis le Colorado Lounge et Wendy découvre que les lignes téléphoniques sont coupées)
- Béla Bartók : Musique pour cordes, percussion et célesta, Adagio (Wendy et Danny marchent dans le labyrinthe et Jack semble les observer depuis le salon, Danny découvre pour la première fois la chambre 237 fermée et Jack écrivant, Jack parle à Danny alors qu'il voulait chercher son camion de pompier)
- Krzysztof Penderecki : Le Rêve de Jacob (Danny parle à Tony dans la salle de bain, Danny se rend dans la chambre 237 et Jack se réveille sous son bureau terrifié par un cauchemar, Jack examine la chambre 237)
- Krzysztof Penderecki : Polymorphia pour 48 instruments à cordes (Wendy découvre les écrits déments de Jack sur la machine à écrire et se dispute avec lui, Jack disant à Wendy d'aller vérifier la chenillette et la radio)
- Krzysztof Penderecki : Kanon pour orchestre à cordes (Jack défonce la porte à coup de hache, Wendy frappant Jack à la tête dans les escaliers, Wendy voyant le sang s'écouler de l'ascenseur)
- Krzysztof Penderecki : Utrenja (Wendy se dispute avec Jack dans les escaliers, Wendy découvre "Redrum" dans le miroir, Jack tue Dick, Wendy découvre le corps sans vie de Dick, Jack poursuit Danny dans le labyrinthe)
- Krzysztof Penderecki : De natura sonoris no 1 (Danny rencontre une nouvelle fois les jumelles dans un couloir, Wendy découvre que Jack a saboté la chenillette, Jack mort dans le labyrinthe)
- Krzysztof Penderecki : De natura sonoris no 2 (Jack se rend une première fois vers la Gold Room en balançant ses bras de colère, Dick se rend à l'hôtel en chenillette, Danny écrit "Redrum" sur la porte de la salle de bain, Danny retrouve Wendy à la sortie du labyrinthe)
- Jack Hylton : Masquerade (1932) (déambulation de Jack dans le couloir qui mène au bal)
- Henry Hall : Home (2e partie de la conversation entre Jack et Delbert Grady dans les toilettes)
- Al Bowlly, Ray Noble et son orchestre : It's All Forgotten Now (1re partie de la conversation entre Jack et Delbert Grady dans les toilettes)
- Al Bowlly, Ray Noble et son orchestre : Midnight, the Stars and You (1934) (le bal dans la Gold Room, zoom de la caméra sur la photo finale et générique de fin)

### Bande originale
La bande originale du film est sortie en 33 tours, mais a été retirée par la suite, en raison de problèmes juridiques liés à la musique. Sur l'album, on pouvait retrouver des versions complètes de morceaux dont seuls certains fragments sont présents dans le film. À l'inverse, certaines musiques entendues dans le film ne sont pas présentes sur le vinyle. Parmi ces dernières, il y a : Worrying and Heartbeats, Clockworks - Bloody Elevators, Danny Bells Ascending, toutes trois de Wendy Carlos et Rachel Elkind, Polymorphia, Kanon, De natura sonoris no 1, toutes trois de Krzysztof Penderecki, Masquerade de Jack Hylton, It's all forgotten now et Midnight, the Stars and You, toutes deux de Al Bowlly et Ray Noble (et son orchestre).
- Wendy Carlos et Rachel Elkind : adaptation au vocodeur de Songe d'une nuit du Sabbat, dernier mouvement de la Symphonie fantastique d'Hector Berlioz (générique du film). Détail intéressant : on peut noter que l'œuvre originale de Berlioz reprend les deux strophes qui donnent les motifs mélodiques principaux du Dies iræ, séquence liturgique décrivant la colère divine au jour du Jugement dernier. Cette séquence, intégrée au corpus grégorien et à l'office des défunts dès le XIIIe siècle, évoque donc au moins le thème de la mort quand un compositeur y fait référence dans son travail.
- Wendy Carlos et Rachel Elkind : Rocky Mountains (le trajet de la famille dans les montagnes Rocheuses)
- Wendy Carlos et Rachel Elkind : Worrying and Heartbeats (Jack parlant avec Wendy de l'examen de la chambre 237 et Danny les écoutant, Wendy se demandant si elle et Danny doivent quitter l'Overlook et Danny répétant "Redrum" dans sa chambre, Jack sabotant la radio, Dick arrivant dans le Colorado en avion)
- Wendy Carlos et Rachel Elkind : Danny Bells Ascending (Jack parlant avec Wendy de l'examen de la chambre 237 et Danny les écoutant)[34]
- Wendy Carlos et Rachel Elkind : Clockworks - Bloody Elevators (musique de la bande-annonce du film)

## Sortie
Sauf indication contraire, les informations mentionnées dans cette section peuvent être confirmées par la base de données cinématographiques IMDb,  présente dans la section « Liens externes ».

### Campagne d'affichage
Lors de la sortie internationale du film, diverses affiches ont été utilisées,,, dont une où l'on voit à gauche la tête de Jack Torrance à travers la porte, et à droite la hache et Wendy Torrance effrayée. Cette même affiche a eu au moins deux phrases d'accroche : Une première disant : « Orange Mécanique... Barry Lyndon... et maintenant la terreur selon Stanley Kubrick... » et une deuxième qui dit : « La vague de terreur qui balaya l'Amérique EST LA ».
Cependant, pour l'affiche de la sortie originale aux Etats-Unis, c'est une autre affiche qui sera utilisée. Elle a été conçue par le célèbre graphiste hollywoodien Saul Bass, et elle montre le dessin d'un visage de poupée en pointillées (qui n'apparaît pas dans le film) qui semble en colère, sous-éclairé, regardant à travers les lettres "THE", avec "SHINING" en dessous, en lettres plus petites. En haut de l'affiche figurent les mots "A MASTERPIECE OF MODERN HORROR" ("Un chef-d'œuvre de l'horreur moderne"), avec d'autres informations en bas. Bass et Kubrick auraient examiné plus de 300 dessins potentiels avant d'opter pour cette affiche.
La correspondance entre les deux hommes pendant le processus de conception a survécu, y compris les critiques manuscrites de Kubrick sur les différentes propositions de Saul Bass. À l'origine, Bass voulait que l'affiche soit noire sur fond rouge, mais Kubrick a choisi de rendre le fond jaune.

### Diffusion en salles
Shining sort en salles aux États-Unis le 23 mai 1980, dans une version de 146 minutes. Cependant, 3 jours après la sortie du film, Stanley Kubrick décida, au vu des premières réactions négatives, de couper 2 minutes situées à la fin du film, après la mort de Jack, ramenant ainsi la durée à 144 minutes.
Dans cette séquence coupée, le directeur de l'hôtel, Stuart Ullman, rend visite à Wendy dans un hôpital. Il lui demande de ses nouvelles, avant de lui expliquer que la police, malgré des investigations, n'a rien trouvé de particulier à l'hôtel, impliquant que c'est elle qui a tout imaginé. Le cadavre de Jack n'a pas été retrouvé non plus. Avant de quitter la chambre de Wendy, il l'invite à passer sa convalescence avec Danny dans sa maison de Los Angeles. Il quitte ensuite l'hôpital en donnant à Danny la balle de tennis qui l'avait attiré dans la chambre 237. À la suite de cela, un carton-titre apparaît : « L'hôtel Overlook allait survivre à la tragédie, comme il l'avait déjà fait de si nombreuses fois. Il est toujours ouvert chaque année du 20 mai au 20 septembre. Il est fermé l'hiver. ». Cependant, malgré la coupe, les noms des acteurs qui apparaissent dans la séquence (Robin Pappas et Burnell Tucker) sont toujours crédités au générique.
Mais malgré cette première coupe, les résultats au box-office sont décevants sur le territoire américain et les critiques sont mauvaises. Pour éviter de reproduire cela sur le marché européen, Kubrick décide de tester son film lors d'une avant-première à Londres, ce qui permit au réalisateur de savoir quelles scènes devaient être coupées, réduisant ainsi encore la durée, cette fois à 119 minutes. Kubrick déclarera également plus tard qu'il a fait cette version car il pensait que les Européens étaient plus intelligents que les Américains, et qu'ils n'auraient pas besoin d'un trop grand nombre d'éléments pour s'habituer à l'histoire. Les scènes supprimées sont :
- La dernière ligne de la première conversation entre Wendy et Danny.
- Bill Watson (appelé Paul Watson dans la version française) se présente à Jack et inversement. Il y est révélé que Jack était anciennement un professeur, qui est devenu écrivain.
- Après que Danny a vu pour la première fois les jumelles Grady dans une hallucination, une docteure (jouée par Anne Jackson) vient examiner Danny, puis parle avec Wendy, qui lui apprend que Jack a cassé le bras de leur fils 5 mois auparavant, et n'a plus bu depuis.
- Ullman présente plus en détails à Jack et Wendy le Colorado Lounge, leur appartement, le labyrinthe et la Gold Room.
- Les premiers plans de la conversation entre Wendy et Dick, où ce dernier lui demande notamment son surnom.
- Un moment où Danny demande à Halloran si l'hôtel lui fait peur, ce que Dick nie.
- Wendy faisant rouler le plateau du petit-déjeuner plus longtemps.
- Lorsque Jack déjeune, Wendy lui révèle qu'elle était terrifiée en arrivant à l'Overlook, tandis que Jack a eu directement le coup de foudre pour l'endroit, ainsi qu'une sensation de déjà-vu qu'il qualifie d'insensée.
- Après que Wendy et Danny sont allés dans le labyrinthe, une scène où Wendy travaille dans la cuisine, devant une télévision annonçant une tempête de neige surprise qui devrait s'abattre sur le Colorado.
- Après que Jack a engueulé Wendy, on le voit retaper sur sa machine durant quelques secondes.
- Un carton-titre annonçant « Thursday », qui arrive avant que Wendy et Danny ne jouent dans la neige, a été supprimé.
- Après que Danny a été confronté aux jumelles dans un couloir, on peut voir Wendy et Danny regarder la télévision. Danny demande alors s'il peut aller chercher son camion de pompier, et Wendy l'autorise à le chercher s'il ne fait pas de bruit, car Jack dort.
- Une partie de la conversation entre Jack et Lloyd a été coupée, où il dit notamment que cela fait 5 mois qu'il n'a pas bu, et que cela ne lui a amené que des problèmes.
- Une ligne où Jack compare les marques sur le cou de Danny à l'espèce de « crise » qu'il a eu avant d'arriver à l'hôtel.
- Après que Jack et Grady ont discuté, Wendy pleure et parle toute seule, se demandant si elle devrait emmener Danny et elle loin de l'Overlook avec la chenillette. À la suite de cela, elle entend Danny répéter « redruM » à de nombreuses reprises. Lorsqu'elle tente de lui parler, c'est Tony qui lui répond, en lui disant que Danny ne peut plus l'entendre.
- Le plan où Jack enlève deux fusibles en plus dans la radio.
- Une nouvelle conversation au téléphone entre Dick et le garde forestier, où ce dernier lui dit notamment que les Torrance n'ont pas répondu par radio mais qu'il fera un nouvel appel ultérieurement.
- Un carton-titre annonçant « 8 AM », précédant la scène où Dick part en avion, a été supprimé.
- Après le zoom sur Halloran dans l'avion, il demande à une hôtesse de l'air l'heure à laquelle il est censé atterrir. L'hôtesse lui répond qu'ils arriveront à 20 heures 20. On voit ensuite Jack taper à sa machine à écrire. L'avion atterrît ensuite, et Dick appelle alors Larry Durkin, un garagiste (joué par Tony Burton) pour lui demander une chenillette.
- Avant que Wendy n'aille voir les écrits de Jack sur sa machine à écrire, on peut la voir avec Danny, encore paralysé, regarder la télévision. Wendy lui dit qu'elle va aller parler à son père, en prenant une batte de baseball en prévention.
- Lors du climax du film, lorsque Wendy, terrorisée, rencontre les fantômes de l'Overlook, une courte scène où elle rencontre un groupe de squelettes dans une salle au décor bleuté a été coupée.
- Enfin, avant qu'on ne voit Wendy sortir de l'hôtel, se rendant vers la chenillette, un plan de Jack commençant à sérieusement se perdre dans le labyrinthe a été coupé.

Barry Dennen, qui joue le rôle de Bill (ou Paul) Watson, est présent dans les deux versions. Cependant, dans la version européenne, il ne prononce qu'un seul dialogue, et n'est vu que peu de fois.
Il est enfin à noter que les noms de Tony Burton et de Anne Jackson figurent tout de même au générique de début et de fin des deux versions.

### Premières nationales
- États-Unis : 23 mai 1980
- Danemark, Norvège, Suède, Finlande : 26 septembre 1980
- Royaume-Uni : 5 octobre 1980
- Allemagne de l'Ouest, France : 16 octobre 1980
- Belgique : 6 novembre 1980
- Australie : 13 novembre 1980
- Japon : 13 décembre 1980
- Espagne : 19 décembre 1980
- Italie : 22 décembre 1980
- Argentine, Mexique : 25 décembre 1980

### Autres médias
Le 6 mai 1983, le film a été diffusé pour la première fois à la télévision, lors du Friday Night Movie sur la chaine ABC. Le jour de la diffusion, le film commença par une prévention qui dit : « Le film de ce soir traite du surnaturel, alors qu'un homme possédé tente de détruire sa famille ». On ignore encore aujourd'hui si Stanley Kubrick a approuvé la présence de cette prévention, notamment à cause du fait qu'ABC parte du principe que le personnage de Jack Torrance soit « possédé ». La prévention indique également que le film a été monté pour la télévision (4 minutes ont été retirées), et met en garde que, malgré le montage, son contenu peut ne pas être adapté aux jeunes téléspectateurs.
En 1985, le film est une nouvelle fois rediffusé sur ABC, dans le Sunday Night Movie. Lors de la diffusion, il y a au moins deux scènes qui n'étaient pas dans le film original. Tout d'abord, lorsque Dick Halloran regarde la télévision dans son appartement de Miami, la scène a été remontée et l'on voit à la télévision des chasse-neige poussant d'énormes tas de neige. Egalement, lorsque Dick est à l'aéroport de Stapleton et appelle Larry Durkin, la réplique où Dick dit que les Torrance sont incompétents a été raccourcie (en raison de la présence du mot « asshole » dans la phrase en anglais), et on voit Larry y répondre « Je suis désolé d'entendre ça, Dick », ce qu'il n'a jamais dit dans le film original.
Le film rencontre le marché vidéo dès 1981, avec la sortie d'un format Betamax, puis un format VHS sorti en 1990 (pour la France) et en 1997 (pour les USA). En France, la VHS contient notamment la scène française de la découverte des pages de Jack par Wendy où on peut y lire, à la place du célèbre All work and no play makes Jack a dull boy, l'expression française « Un Tiens vaut mieux que deux Tu l'auras ». Cependant, dans cette version, les musiques des cartons-titres du film étaient décalées par rapport à ceux-ci. Il sort ensuite en DVD le 6 septembre 2001, en version européenne (de 115 minutes), lors de la Collection Stanley Kubrick, où ses films ressortaient en DVD, et où le problème de décalage des musiques est réglé. Mais à partir de là, toutes les versions disponibles reprendront le master américain, surtout durant la scène du All work and no play makes Jack a dull boy. Enfin, le 16 octobre 2019, un coffret sort, contenant une version 4K du film sur un Blu-Ray, dans sa version longue de 144 minutes, ainsi qu'un DVD, qui est le même que celui de 2001.
Dans les DVD, on peut retrouver un documentaire de 33 minutes réalisé par Vivian Kubrick, la fille du réalisateur, qui avait 17 ans lorsqu'elle l'a filmée. Elle a également fourni un commentaire audio pour le DVD. Dans le documentaire, on peut voir des interviews des différents acteurs du film, ainsi que des moments très privés pris sur le plateau.
Lors du Festival de Cannes 2019, une diffusion 4K du film, supervisée par Steven Spielberg et Leon Vitali, l'assistant personnel de Kubrick, a eu lieu. Selon le communiqué de presse officiel, la durée de diffusion a été de 146 minutes.

## Accueil

### Critique
Shining rencontre initialement un accueil critique mitigé lors de sa sortie aux États-Unis, notamment dans le magazine Variety qui écrit : « Kubrick a fait équipe avec l'irritant Jack Nicholson pour détruire tout ce qui était si terrifiant dans le best-seller de Stephen King ». Le film va même jusqu'à être nommé à deux reprises à la première cérémonie des Razzie Awards (dans les catégories « Pire actrice » pour Shelley Duvall et « Pire réalisateur » pour Stanley Kubrick).
Au fil des années cependant, les réactions critiques deviennent plus positives. Sur le site agrégateur de critiques Rotten Tomatoes, le film obtient un score de 82 % d'avis favorables, sur la base de 102 critiques collectées et une note moyenne de 8,50/10 ; le consensus du site indique : « Bien qu'il s'écarte du roman de Stephen King, The Shining de Stanley Kubrick est un voyage effrayant et souvent baroque dans la folie – illustré par un virage inoubliable de Jack Nicholson ». Sur Metacritic, le film obtient une note moyenne pondérée de 66 sur 100, sur la base de 26 critiques collectées ; le consensus du site indique : « Avis généralement favorables ».
Depuis, le film est considéré comme l'un des meilleurs films d'horreur jamais réalisés. En 2001 il est classé 29e de la liste 100 Years... 100 Thrills de l'American Film Institute. En 2003, le personnage de Jack Torrance est nommé 25e plus grand méchant de la liste AFI's 100 Years... 100 Heroes and Villains. Enfin, en 2005, la citation "Here's Johnny !" est à la 68e place du classement AFI's 100 Years...100 Movie Quotes.
Le film a été qualifié de « film le plus effrayant de tous les temps » par la chaîne Channel 4 en 2003, et le magazine Total Film le classe 5e plus grand film d'horreur en 2004. En 2005, la chaîne américaine Bravo TV le classe 6e de sa liste des « 100 Scariest Movie Moments ».

### Box-office
| Pays ou région    | Box-office        | Date d'arrêt du box-office | Nombre de semaines |
| ----------------- | ----------------- | -------------------------- | ------------------ |
| États-Unis Canada | 44 360 123 $      | n/a                        | -                  |
| France            | 2 359 705 entrées | n/a                        | -                  |

Aux États-Unis, Shining démarre moyennement lors de son premier week-end d'exploitation dans dix salles, il totalise 622 337 $, se classant en quatrième position, mais par la suite le film parvient à se redresser puisqu'il engrange finalement un total de 44 360 123 $ en fin d'année 1980, rencontrant ainsi un succès commercial : 16 485 000 d'américains se déplacent dans les salles obscures.
En France, le long-métrage trouve également son public, puisqu'il démarre à la première place du box-office parisien avec 131 287 entrées et finit avec 501 028 entrées en fin d'exploitation sur Paris. Sur le reste du territoire, le film engrange 1,8 million d'entrées, faisant un cumul de 2 359 705 entrées. Shining est classé à la quatorzième place des plus grands succès de l'année 1980 en France.

## Distinctions
| Prix         | Sujet                   | Nomination                          | Résultat   |
| ------------ | ----------------------- | ----------------------------------- | ---------- |
| Razzie Award | Pire actrice            | Shelley Duvall (nomination annulée) | Nomination |
| Razzie Award | Pire réalisateur        | Stanley Kubrick                     | Nomination |
| Saturn Award | Meilleur réalisateur    | Stanley Kubrick                     | Nomination |
| Saturn Award | Meilleur second rôle    | Scatman Crothers                    | Lauréat    |
| Saturn Award | Meilleur film d'horreur | –                                   | Nomination |
| Saturn Award | Meilleure musique       | Béla Bartók                         | Nomination |

Le 31 mars 2022, les Razzie Awards décident d'annuler la nomination de Shelley Duvall, au motif que : « Nous avons depuis découvert que la performance de [Shelley] Duvall a été affectée par la façon dont Stanley Kubrick l'a traitée tout au long de la production. Nous aimerions profiter de cette occasion pour annuler cette nomination également ».

### Hommages
Le réalisateur américain Martin Scorsese a classé le film à la septième place de sa liste des « onze films les plus effrayants du cinéma ».

## Analyse

### Les différences avec le livre
| Film | Roman |
| --- | --- |
| Jack Torrance semble déjà atteint de schizophrénie peu après son arrivée à l'hôtel. | Jack, ancien alcoolique, est la victime des forces qui hantent l'hôtel maléfique et qui se font de plus en plus menaçantes au fil du temps (divergence principale entre King et Kubrick). |
| Le numéro de la chambre interdite est 237 (cette différence est due au Timberline Lodge, dont la façade est montrée comme celle de l'Overlook, qui ne voulait pas que les clients ne prennent plus la chambre 217) | Le numéro de la chambre est 217. |
| L'alcoolisme de Jack n'est pas mentionné dans la version européenne du film. Dans la version américaine, il existe une scène au début du film où Wendy confie à un docteur que Jack a démis le bras de Danny après avoir trop bu, ainsi qu'une scène en milieu de film où Jack confie à Lloyd qu'il n'a pas bu depuis 5 mois. | Dans le roman, l'alcoolisme de Jack occupe une très grande place, celui-ci cherchant tout au long de l'histoire à lutter contre ses vieux démons (troisième divergence entre King et Kubrick). |
| Le directeur de l'hôtel : Stuart Ullman, semble être un homme charmant et amical. Il n'hésite d'ailleurs pas à avouer, durant leur entretien d'embauche, le triple meurtre de la famille du dernier gardien, Delbert Grady, ainsi que le suicide de celui-ci.                                                                 | Stuart Ullman est décrit du point de vue de Jack en début de livre comme un "petit con prétentieux !" autoritaire et se montrant froid avec le personnel de l'hôtel (celui-ci faisant souvent des remarques à Jack sur son alcoolisme, et ne lui cachant pas son mépris), il cherche par tous les moyens à ne pas entacher la réputation de l'hôtel. |
| Watson est un homme brun et maigre, en costume, qui ne prend que peu de place dans l'intrigue. Il est amical envers Jack et Ullman lors de l'entretien, mais ne montre plus d'émotions lors de la visite de l'hôtel. | Watson est un homme blond et obèse, en chemise, qui a une place importante dans l'intrigue, puisque c'est lui qui parle à Jack de la chaudière, un élément clé, ainsi que des scandales qui jalonnent l'hôtel. Il n'aime pas Ullman. |
| Un immense labyrinthe occupe une place importante dans le dénouement. | Le labyrinthe n'existe pas. Dans le livre, les animaux de buis prennent vie. |
| À l'inverse, la chaudière de l'hôtel n'est que très peu présente dans le film, ayant droit à une évocation dans la version américaine, et une courte scène de présence dans les deux versions. | Dans le livre, la chaudière est un élément clé du roman, puisque c'est l'endroit où il ne faut pas oublier de venir, pour baisser la pression, sans quoi l'hôtel exploserait (ce que Jack ne fait finalement pas à la fin du livre). C'est également l'endroit où Jack découvre le livre sur l'histoire de l'hôtel.                                  |
| Danny est confronté aux filles de l'ancien gardien. | Il ne les rencontre pas dans le roman. |
| Tony parle à travers la bouche de Danny et son doigt. | Danny s'évanouit et Tony apparaît pour lui parler. Il a également une apparence propre. |
| Dick Halloran a des visions allongé sur son lit. | Dick Halloran sent une odeur d'orange qui lui annonce une vision imminente. |
| Le film ne mentionne jamais l'épisode des guêpes... | ... pourtant très présent dans le livre (toute une partie). |
| Jack recopie toujours la même phrase « All work and no play makes Jack a dull boy ». | Jack travaille normalement. |
| Jack se fait servir du Jack Daniel's au bar. | Jack se fait servir du Martini. |
| L'ascenseur déverse des flots de sang. | L'ascenseur prend vie et libère des fantômes dans tous les étages. On découvre d'ailleurs des confetti, guirlandes et autres décorations à l'intérieur de l'ascenseur. |
| Vers la fin du film, Wendy a plusieurs visions de fantômes dans l'hôtel. | Wendy ne rencontre pas de fantômes. Cependant, un fantôme (un homme-chien, le visage barbouillé de sang) menace Danny pour qu'il ne puisse pas rejoindre son père. |
| Jack est sur le point de tuer sa famille armé d'une hache. | Jack se sert d'un maillet de roque. |
| Dick Halloran, le chef cuisinier, est tué d'un coup de hache par Jack. | Il ne meurt pas. Il est frappé à la mâchoire par Jack avec son maillet. |
| Jack poursuit Danny avec sa hache dans les couloirs de l'hôtel puis dans le labyrinthe enneigé. Il meurt congelé, prisonnier de l'Overlook. | Wendy, Halloran et Danny parviennent à s'enfuir avant la destruction de l'hôtel maléfique, qui disparaît après l'explosion de la chaudière. La dernière page du livre raconte la vie de Wendy et Danny vivant avec Dick après la mort de Jack. |

### Un film complexe à analyser
Au-delà du film d'horreur, Shining est un film complexe dont l'analyse est délicate en raison des nombreuses scènes sans réponse, de l'absence de toute explication rationnelle, et de la rupture totale du récit pour passer à l'imaginaire du spectateur. Rodney Ascher en fera un film documentaire, Room 237, lequel propose de recueillir plusieurs témoignages interprétatifs qui tendent à révéler des indices cachés du film.
Le récit repose sur l'emprise maléfique de l'hôtel sur Jack, personnage cérébral en manque d'inspiration qui se laisse manipuler par les fantômes et la répétition du passé dans le présent. Progressivement, la notion de temps disparaît complètement dans le film. Contrairement à la plupart de ses films où il utilise une voix off, Kubrick a ici recours aux insertions de cartons pour marquer le passage du temps (des jours, puis, pour finir, des heures).
Jack, surmené par son manque d'inspiration, n'a pas le don de son fils, le shining ; il ne perçoit pas encore les influences du passé sur son avenir. Tout bascule quand sa femme Wendy l'accuse d'avoir agressé son fils comme par le passé quand il lui avait démis l'épaule sous l'emprise de l'alcool. Mais cette fois-ci, il n'a rien fait. Sous l'influence de l'hôtel, il se dirige vers le bar pour trouver de l'alcool, c'est à ce moment précis que le film tombe momentanément dans une réalité hallucinatoire avec l'apparition du barman Lloyd que Jack, nullement surpris, reconnaît comme un vieux compagnon de beuverie.

### L'hôtel
Shining recycle l'univers du film d'horreur, l'hôtel Overlook étant un château hanté par des fantômes et des forces démoniaques, un vaste dédale spatio-temporel où d'étranges et mystérieuses apparitions resurgissent dans le présent. Tout est carré et symétrique dans l'hôtel, même son labyrinthe. Le passé va se répéter dans le présent, les personnages ne pourront pas échapper à leurs destins.

### Les cartons-titres
Les cartons-titres sont des éléments importants du film. Ce sont en effet ceux-ci qui délimitent les journées et les actions des personnages. Dans la plupart de ses films, pour faire cela, Stanley Kubrick utilise des voix-off, ce qu'il ne fait pas ici.
Il y a au total 10 cartons-titres dans le film (8 dans la version européenne), qui annoncent : "L'entrevue", "Jour de fermeture", "Un mois plus tard", "Mardi", "Jeudi", "Samedi", "Lundi", "Mercredi", "8 heures" et "16 heures". Cela signifie d'abord que les Torrance ont passés 1 mois et 10 jours à l'Overlook avant la mort de Jack.
L'utilisation des cartons-titres indique un resserrement du temps. En effet, ils annoncent des durées toujours plus précises. Entre le jour de fermeture (le 30 octobre selon Stuart Ullman) et le carton suivant, il s'est passé 1 mois. Si on se base sur le fait que l'histoire se passe en 1977, alors nous sommes censés être le mercredi 30 novembre 1977. Entre le "Un mois plus tard" et le "Mardi", il s'est donc écoulé 6 jours, nous sommes le 6 décembre 1977. Ensuite, jusqu'au carton "Mercredi", tous les cartons sont séparés par un jour, qui n'est pas montré à l'écran (mercredi entre "Mardi" et "Jeudi", vendredi entre "Jeudi" et "Samedi"...). Durant ces jours, la folie de Jack et les visions de Danny s'intensifient de plus en plus, sans jamais en arriver aux menaces.
C'est après le carton "Mercredi" (qui correspondrait donc au 14 décembre 1977), où Jack commence à devenir vraiment fou (les accusations de Wendy sur les blessures de Danny, la conversation avec Lloyd), que les cartons-titres vont encore plus resserrer le temps, ce qui montre qu'à présent, le temps est compté pour la famille Torrance. Cela se prouve par le fait que le carton-titre du "8 heures" arrive un peu après que Grady a convaincu Jack de tuer sa famille.
L'ultime carton-titre, le "16 heures", arrive après que Wendy a découvert que la chenillette a été sabotée par Jack. L'angoisse est à son maximum, d'une part à cause du resserrement du temps, et d'autre part car on se demande comment et si Wendy et Danny vont s'en sortir, maintenant que toutes les échappatoires sont inutilisables.
Une autre interprétation des cartons est que, à partir du moment où les cartons représentent des jours ("Mardi" étant le premier carton explicite sur le jour, et le premier moment où des choses se passent dans l'hôtel pour les personnages), ils agissent comme une sorte d'agenda, comme si les événements que subissaient Jack et sa famille étaient planifiés par l'hôtel, puisque depuis des années, ils sont répétés inlassablement de la même manière. Cela nous permet également de faire le lien avec les évènements de la famille Grady, et ceux d'éventuels autres gardiens.
Quelque chose de notable avec les cartons est le fait que, dans la version européenne, les cartons du "Jeudi" et du "8 heures" soient supprimés.
La première disparition change l'interprétation des actions des personnages. Dans la version européenne, à la suite de la dispute du "Mardi", Wendy part jouer avec Danny dans la neige, comme s'il y avait une conséquence à la dispute, et que Wendy tentait de s'échapper quelques instants de Jack. Dans la version américaine, la dispute du "Mardi" semble sans conséquence, puisqu'elle joue dans la neige le "Jeudi", comme s'il n'y avait pas d'échappatoire de toute façon. Cette interprétation est renforcée par le fait qu'après avoir engueulé Wendy, le cadre de Jack retapant à sa machine masque un panneau "Sortie".
La deuxième disparition, quant à elle, donne une sorte de gratuité au carton "16 heures", qui suit le carton "Mercredi". En effet, la présence du carton "8 heures" dans la version américaine permet de marquer le démarrage de la dernière journée, dont on ignore si elle correspond au "Mercredi" ou à un jeudi qui n'aurait pas été donné. Dans la version européenne, à cause de la disparition du carton, la dernière journée semble être par défaut le mercredi, puisque le découpage de la journée ne s'est pas fait en amont.

### Le labyrinthe
Le labyrinthe, absent du roman, est une invention de Kubrick et de Diane Johnson. Il symbolise un dédale spatio-temporel, un parallèle avec l'hôtel. Lors de sa première visite de l'hôtel, Wendy dira : « On dirait un énorme labyrinthe. » La scène du labyrinthe doit son intensité à la mobilité de la caméra, l'objectif semblant survoler Wendy et Danny et donnant la sensation d'une présence, du vol en suspension d'un esprit invisible qui surveille leurs faits et gestes.

### Les miroirs
Les miroirs sont très importants dans le film. Les miroirs permettent à Kubrick de « matérialiser » la vie intérieure de Jack, ils sont les témoins de sa perte du sens de la réalité, accentuée par les « mondes parallèles » présents dans l'hôtel (dans beaucoup de cultures, les miroirs sont des passages entre le monde des morts et le monde des vivants).
Stanley Kubrick expose un dialogue imaginaire entre Jack et un barman dénommé Lloyd au bout de 47 minutes de film. Le spectateur est alors entraîné dans la folie de Jack Torrance. Au bout d'1 h 7 de film, après avoir retrouvé Lloyd dans une élégante réception, Jack discute avec celui qui semble avoir été l'ancien gardien, Delbert Grady (l'assassin de ses deux filles et de sa femme), qui nettoie ses vêtements dans les sanitaires après avoir involontairement renversé un verre sur lui. Là encore, de nombreux miroirs ornent la pièce. Le spectateur se trouve à nouveau plongé dans les visions démentes de Jack Torrance. De plus, Jack semble parler à Grady en regardant son reflet dans le miroir plutôt que directement. Ce qui fait que, lorsqu'il est dans une pièce sans miroirs, Jack ne peut plus voir son interlocuteur, il ne peut que l'entendre, comme en témoigne la scène de la deuxième discussion avec Grady, cette fois dans le garde-manger, au bout d'1 h 55 de film.
Par ailleurs, c'est à travers un miroir que Wendy découvre à son réveil la signification réelle du mot « REDRUM » (« MURDER ») écrit par Danny à l'aide d'un bâton de rouge à lèvres.

### Les doubles
Dans le film, il est possible de voir de nombreux doubles, qui sont pour la plupart volontaires. Cela montre donc une dualité chez les personnages.
Le double le plus énigmatique du film concerne les deux Grady. En effet, au début du film, on nous apprend qu'un précédent gardien, atteint de « mal des cachots », a tué sa famille (ses deux filles et sa femme) avant de se suicider. Son nom est donné, il s'agit de Charles Grady. Plus loin dans le film, Jack fait la rencontre d'un serveur qui dit s'appeler Delbert Grady. Jack lui dit qu'il le reconnait comme étant un ancien gardien, ce que Delbert réfute. Pourtant, il révèle qu'il a également tué sa femme et ses filles à l'Overlook, ces dernières ne s'y plaisant pas et voulant y mettre le feu.
Selon Gordon Dahlquist, lors d'une FAQ sur les films de Stanley Kubrick, ce changement de nom reflète le fait que Jack Torrance est à la fois le mari de Wendy/père de Danny et l'homme mystérieux sur la photo finale du film, ce qui montre que les deux gardiens sont en fait chacun deux personnes bien différentes : L'une d'elles est un homme qui a toujours le choix (Delbert et Jack du présent) et l'autre est un homme qui a toujours été à l'Overlook (Charles et Jack du passé). Selon le monteur adjoint du film, Gordon Stainforth, dans la même FAQ : « Je ne pense pas que nous parviendrons jamais à élucider cette question". Son nom complet était-il Charles Delbert Grady ? Peut-être Charles était-il une sorte de surnom ? Peut-être Ullman s'est-il trompé de nom ? Mais je pense aussi que Stanley ne voulait PAS que toute l'histoire s'emboîte trop bien, c'est pourquoi il est tout à fait correct, je pense, de dire que 'la somme de ce que nous apprenons refuse de s'additionner proprement. ».
Nous avons également les deux sœurs jumelles, que Danny rencontre directement deux fois, et voit deux fois en flash. Leur apparition la plus terrifiante est cependant celle où Danny les rencontre directement alors qu'il est sur son tricycle. Ici, le double réside évidemment dans le fait que ce soit des jumelles, mais également dans un autre exemple, celui du vivant (les filles parlant) et du mort (les filles gisant dans le sang). Enfin, un dernier double réside dans le fait que Danny puisse voir deux différentes visions jumelles (celle des flashs montrent la jumelle de gauche souriant, avec sa main au-dessus et celle de droite ayant une expression neutre et sa main au-dessous, alors que celle du plan rapproché montre l'exact opposé).
Un autre double primordial du film est celui qui concerne Danny et Tony. Ce double s'exprime d'abord dans le fait que Danny est une présence réelle, tandis que Tony est imaginaire. Mais également, Tony est l'alter-ego de Danny, celui qui prévient Danny de ce qui va se passer dans le futur. Pourtant, selon toutes les lois naturelles, il n'est pas censé savoir ces choses, parmi lesquelles on retrouve l'ascenseur de l'hôtel déversant du sang, les jumelles Grady, le fait que Jack ait obtenu le poste alors même qu'il n'a prévenu personne. Mais il ne prévient pas que Danny, puisqu'il prévient également Wendy que le "redruM" va arriver. Le mot "redruM" est le mot "Murder" (meurtre) à l'envers, ce que Wendy comprend en regardant le mot dans un miroir. Enfin, la première grande apparition de Tony se fait face à un miroir, ce qui suggère une nouvelle fois le double. Selon Michel Ciment, auteur du livre Kubrick, Tony est une réponse à la violence de Jack envers Danny, qu'il a notamment exercé sur lui 5 mois avant les évènements du film, lorsqu'il lui a cassé le bras.
Un double un peu plus anecdotique apparait dans la chambre de Dick Halloran en Floride. Pendant qu'il regarde la télévision, on peut voir une lampe de chaque côté de cette dernière, ainsi que deux portraits de femmes nues de chaque côté de la pièce. Ici, le double sert à déséquilibrer la scène, puisque l'image est parfaitement bien composée alors que quelque chose de sinistre et surnaturel (le fait que Dick reçoive, grâce à son shining, des informations de Danny qui disent que la famille Torrance a des problèmes) se passe à l'écran.
Un autre double anecdotique est celui qui survient durant la séquence « Un mois plus tard ». On y voit Jack dormir, mais au fur et à mesure que la caméra recule, on se rend compte que c'est l'image provenant d'un miroir. A côté de lui, on voit une vraie image de Wendy apporter un plateau à Jack, une image qui devient celle du miroir un peu après.
Enfin, le dernier double volontaire du film dans la chambre 237. Lorsque Jack va l'inspecter, après que Wendy lui a dit que Danny s'était fait étrangler par une femme dans cette chambre, il voit une femme nue sortir de la baignoire, qu'il se met à embrasser. Cependant, en regardant dans le miroir, il se rend compte qu'elle s'est transformée en un cadavre en décomposition d'une vieille femme, qui chasse lentement Jack, qui ferme à clé la porte de la chambre. Le double est évidemment ici suggéré par le fait que cette chambre comporte deux femmes différentes, mais également par le fait que la révélation du vrai corps de la femme se fasse face à un miroir.
D'autres doubles ont été repérés, mais semblent cette fois n'être que des coïncidences, comme le fait que les initiales de Stanley Kubrick et de Stephen King soient les mêmes, ou bien le fait que Jack Nicholson et Danny Lloyd interprètent chacun un personnage portant leur nom, couplé au fait que le nom de famille de Danny Lloyd soit le même que le prénom du barman de l'hôtel

### La photo finale
À la toute fin du film, juste avant le générique de fin, on peut voir la caméra se déplacer lentement vers un mur de l'hôtel où est accrochée une photo au milieu de laquelle figure Jack participant à une réception donnée le 4 juillet 1921, soit 59 ans plus tôt. La photo, qui existait déjà avant, a été refaite par Kubrick, en incrustant le visage de Jack Nicholson lui-même, étant un grand amoureux de la photographie depuis toujours. Stanley Kubrick a donné sa vision des choses (qui est la réincarnation de Jack Torrance à travers les années) dans une des rares interviews le concernant, ce qui n'empêche toutefois pas le fait que les spectateurs interprètent de différentes manières cette fin tout aussi mystérieuse et ambiguë que celle de 2001, l'Odyssée de l'espace.